# リチャード・ウィルソン (画家)
リチャード・ウィルソン（Richard Wilson RA、1714年8月1日 - 1782年5月15日）はイギリス（ウェールズ）の画家である。イタリアに学び、ジョージ・ランバートと並んで、イギリスにおける風景画のパイオニアとなった。

## 略歴
ウェールズのポーイスのPenegoesに聖職者の家系に生まれた。1729年にロンドンに出て、トーマス・ライトという肖像画家の弟子となり、肖像画家として働いた。
1750年から7年間、イタリアに滞在した。ヴェネツィアやローマに滞在し、ローマではイギリス人のための美術学校、Academy of English Professors of the Liberal Arts（この学校はイギリスの美術愛好家たちによって、在ローマ・フランス・アカデミーをまねて1752年に設立されたが、1758年に廃校になった。）でも学んだ。当時、ヴェネツィアで働いていて後にイギリスで活動することになる風景画家のフランチェスコ・ツッカレリや、ローマ在住のフランス人画家、クロード・ジョセフ・ヴェルネ、都市景観画(ヴェドゥータ)が得意なローマの画家、アンドレア・ロカテッリらの影響を受けて風景画を描くようになった。17世紀の風景画家、クロード・ロランの作品からも影響を受けた。
1755年にイギリスに帰国した。イギリスにおいて、風景画を描いた最初の画家の一人で、後のイギリスの風景画家、ジョン・コンスタブルやジョゼフ・マロード・ウィリアム・ターナーの作品にも影響もみられる。
1768年にロイヤル・アカデミー・オブ・アーツの創立メンバーの一人となり、後にはアカデミーの司書も務めた、ウィルソンが教えた学生にはトーマス・ジョーンズらがいた。

## 作品

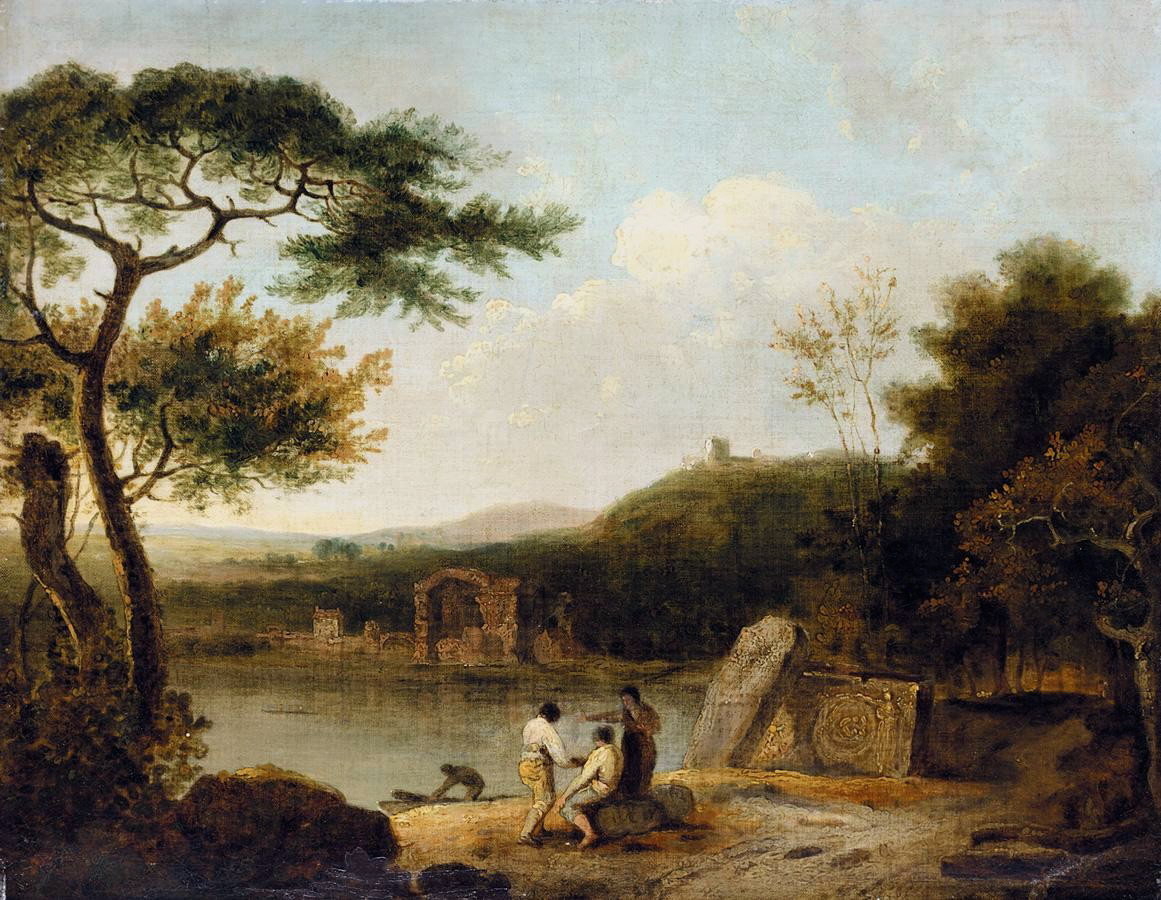
アヴェルヌス湖
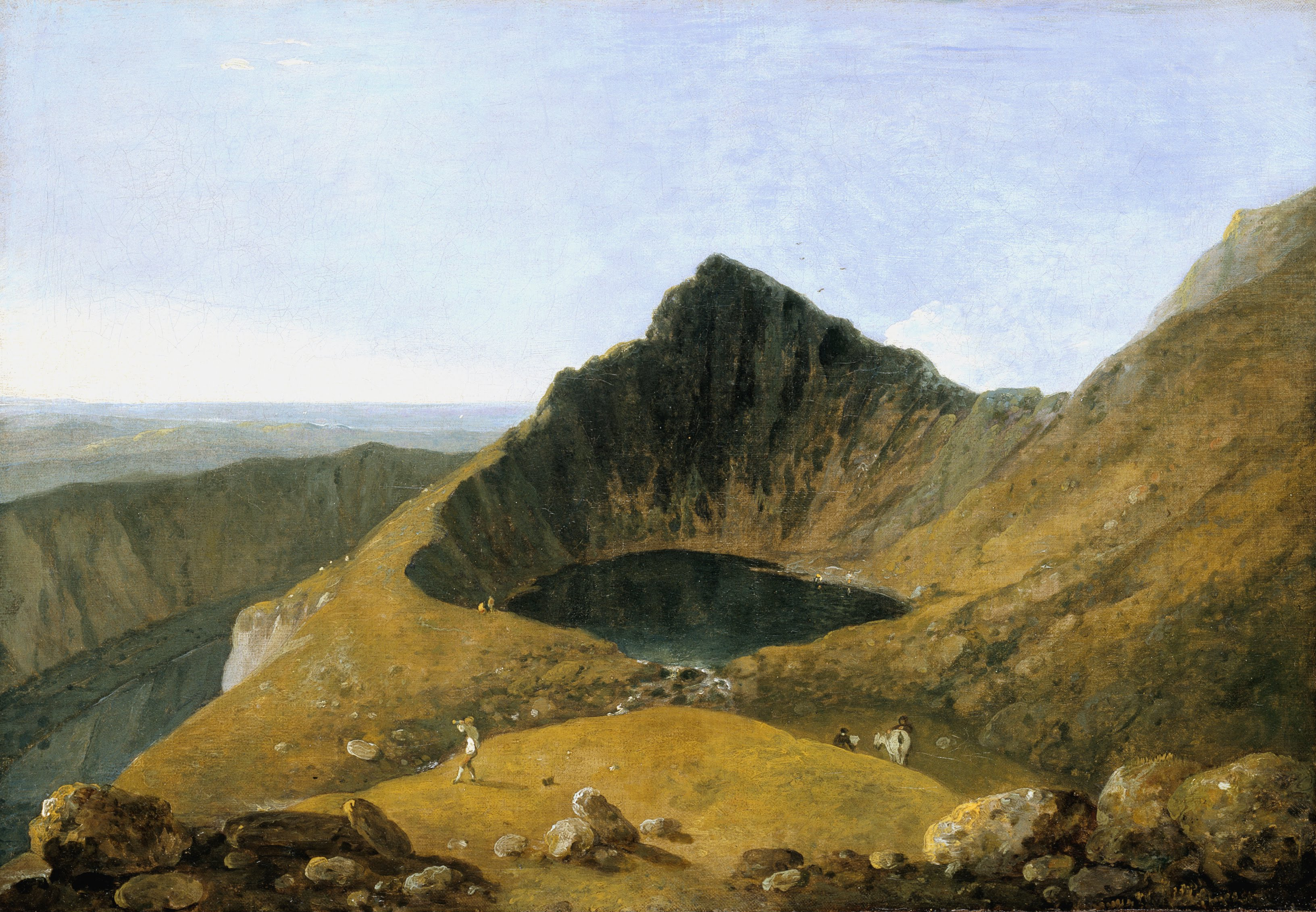
Llyn-y-Cau, Cader Idris(ウェールズの湖)
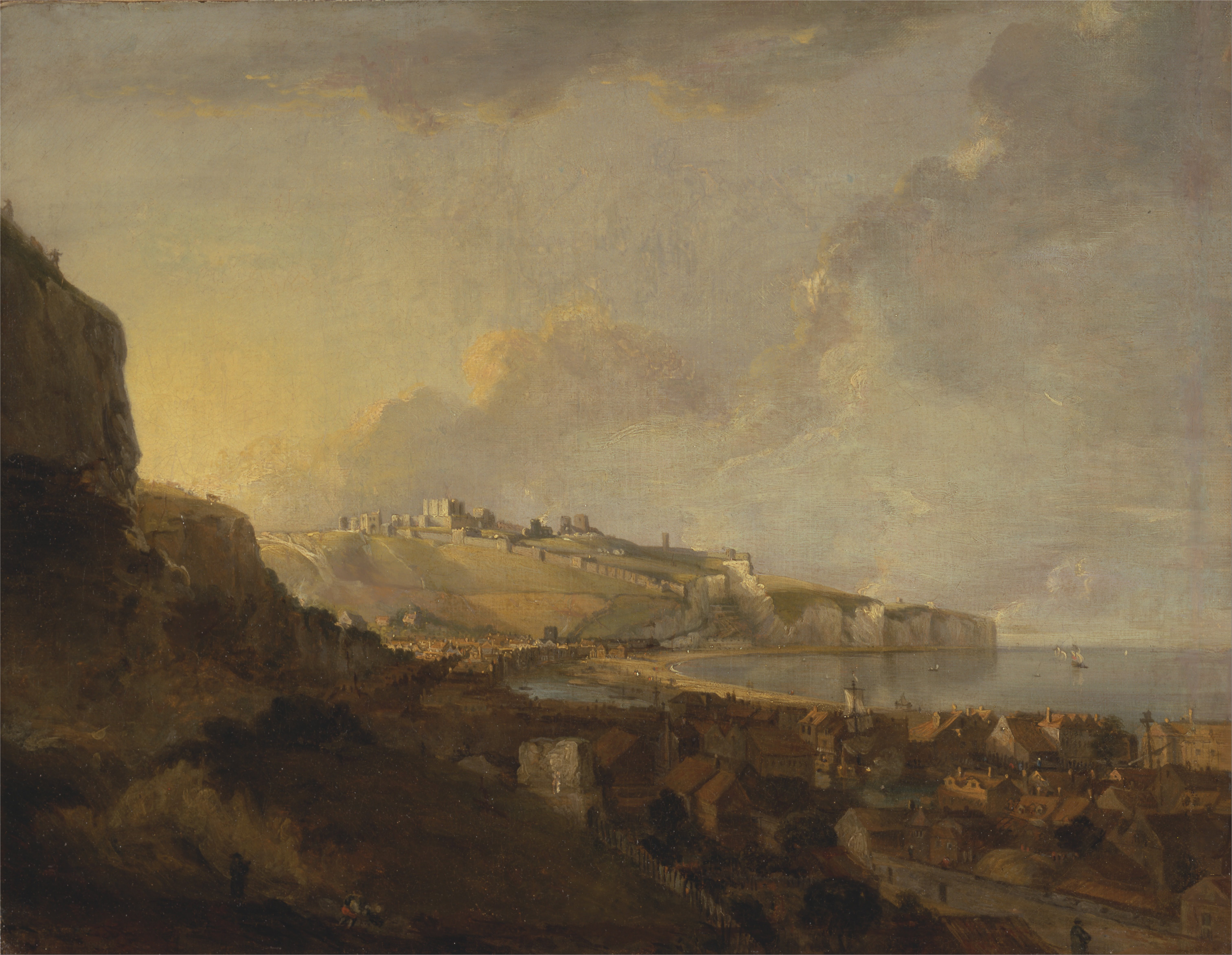
ドーバー

## 関連図書
- Chisholm, Hugh, ed. (1911). "Wilson, Richard" . Encyclopædia Britannica. 28 (11th ed.). Cambridge University Press. p. 695.
- Lee, Sidney, ed. (1900). "Wilson, Richard" . Dictionary of National Biography. 62. London: Smith, Elder & Co. pp. 120–23.
- Cole, Timothy. Old English masters (New York : The Century Co., 1902) pp. 67–76.
- Fletcher, Beaumont. Richard Wilson. R.A. The Makers of British Art (Walter Scott, London, 1908).
- Edwards, R. 'Richard Wilson and his pupil', in Country Life (1945 November)
- Ford, B. The Drawings of Richard Wilson (1951)
- Constable, W. G. Richard Wilson (1953)
- Spencer-Longhurst, Paul. Richard Wilson: Online Catalogue Raisonné (London: Paul Mellon Centre, 2014).
- Sutton, Denys & Clement, Ann. An Italian sketchbook: drawings made by the artist in Rome and its environs (Routledge & Kegan Paul, 1968).
- Solkin, David H., Richard Wilson: The Landscape of Reaction (Tate Gallery, London, 1982).
- Davies, John, Nigel Jenkins, Menna Baines and Peredur Lynch (Eds.). The Welsh Academy Encyclopaedia of Wales (University of Wales Press, 2008). ISBN 978-0-7083-1953-6